# Margarites groenlandicus
Margarites groenlandicus är en snäckart som först beskrevs av Gmelin 1791.  Margarites groenlandicus ingår i släktet Margarites och familjen pärlemorsnäckor. Inga underarter finns listade i Catalogue of Life.